# Bocșa
Bocsa là một thị xã thuộc hạt Caraș-Severin, România. Dân số thời điểm năm 2002 là 16927 người.